# Edward Shepherd Creasy
Edward Shepherd Creasy, född 1812, död 1878, var en engelsk historiker.
Creasy blev 1837 praktiserande advokat och 1840 professor i historia vid universitetet i London samt utnämndes 1860 till överdomare på Ceylon, varvid han samtidigt erhöll knightvärdighet. År 1869 återvände han av hälsoskäl till hemlandet. Creasys främsta arbete, Fifteen decisive battles of the world (1851), rönte en lysande framgång; dess 33:e upplaga utkom 1893. Bland hans övriga, framför allt stilistiskt förtjänstfulla, arbeten märks en brittisk författningshistoria, The rise and progress of the english constitution (1853, 15:e upplaga 1886).

## Fotnoter
1. 1 2  SNAC, SNAC Ark-ID: w6gq82h0, läs online, läst: 9 oktober 2017.[källa från Wikidata]
2. 1 2  Tjeckiska nationalbibliotekets databas, NKC-ID: xx0231114, läst: 19 december 2022.[källa från Wikidata]